# Singapurische Badmintonmeisterschaft 2004/05
Die Singapurische Badmintonmeisterschaft 2004/05 fand an drei Terminen im Januar und Februar 2005 statt. 

## Sieger und Finalisten
| Disziplin    | Gold                               | Silber                                   |
| ------------ | ---------------------------------- | ---------------------------------------- |
| Herreneinzel | Lee Yen Hui Kendrick               | Gerald Ho Hee Teck                       |
| Dameneinzel  | Jiang Yanmei                       | Colleen Goh Li En                        |
| Herrendoppel | Ronald Susilo Lee Yen Hui Kendrick | Chua Yong Joo Desmond Tan                |
| Damendoppel  | Jiang Yanmei Xiao Luxi             | Vanessa Neo Yu Yan Kimberley Lau May Yee |
| Mixed        | Chua Yong Joo Jiang Yanmei         | Khoo Kian Teck Quek Siao Yan             |